# Lipowka (Rjasan, Sassowo)
Lipowka (russisch Ли́повка) ist ein Dorf (selo) im Rajon Sassowo in der Oblast Rjasan (Russland). Es gehört zur ländlichen Siedlung Demuschkino (Дему́шкино). 
Lipowka liegt an einem Nebenarm des Flusses Mokscha im nördlichen Teil des Rajons, 27 Kilometer nordöstlich der Stadt Sassowo. In dem Dorf gibt es drei Straßen.
Die einzige Verbindung mit dem Hauptteil des Rajons ist eine saisonale Pontonfähre über den Fluss Mokscha. Man kann nach Sassowo auch über das Dorf Mys Dobroi Nadeschdy (Мыс Доброй Надежды, „Kap der Guten Hoffnung“) fahren, aber die Strecke ist selbst für Traktoren schwer passierbar. In dem Dorf gibt es 25 ständige, alteingesessene Einwohner (Stand 14. Oktober 2010), dazu kommen die Sommergäste.
Die nächsten Nachbarorte liegen alle am gegenüberliegenden Ufer der Mokscha. Es sind das Dorf Lassizy (Ла́сицы) 4 km südlich, das Dorf Roschkowo (Рожково) 4 km südwestlich und das Dorf Demuschkino 8 km in südwestliche Richtung, das über einen Feldweg und die Pontonfähre erreichbar ist.